# Hearts Grow
Hearts Grow – japoński zespół z Otobu na Okinawie. Ich pierwszym singlem było Grow!! wydany w limitowanej serii 19 kwietnia 2006 roku. Kolejnym singlem Hearts Grow był utwór wydany 18 października 2006 pt. Road. Trzeci z kolei utwór tego zespołu, Yura Yura został wydany w Japonii 6 grudnia 2006 roku. Na popularność tego utworu wpłynęło wykorzystanie go jako dziewiątej czołówki w anime Naruto. Inne utwory tego zespołu wykorzystane jako ścieżka dźwiękowa do anime to „Himawari” (jap. ひまわり) (jako czwarty ending Demashita! Powerpuff Girls Z), „Sora” (jap. そら) (pierwsza czołówka Tetsuwan Birdy DECODE) oraz „Kasanaru kage” (jap. かさなる影) (czwarta czołówka anime Gintama).

## Członkowie
- Haruna (はるな) – wokal
- Chiaki (ちあき) – keyboard & wokal
- Natsumi (なつみ) – gitara
- Shintarō (しんたろう) – gitara
- Yūsuke (ゆうすけ) – gitara basowa

### Byli członkowie
- Yūya (ゆうや) – perkusja